# Platydecticus onax
Platydecticus onax är en insektsart som beskrevs av Rentz, D.C.F. och Gurney 1985. Platydecticus onax ingår i släktet Platydecticus och familjen vårtbitare. Inga underarter finns listade i Catalogue of Life.